# احمد شفیق (بازیکن والیبال)
احمد شفیق (انگلیسی: Ahmed Shafik؛ زادهٔ ۷ دسامبر ۱۹۹۴) بازیکن والیبال اهل مصر است.
از باشگاه‌هایی که در آن بازی کرده‌است می‌توان به باشگاه والیبال الاهلی اشاره کرد.